# Бурги, Чак
Чак Бурги (или Берги, Бёрги; [ˈbɜː(r)gi]; англ. Chuck Burgi, полное имя Чарльз Арнольд Бурги третий, англ. Charles Arnold Burgi III; 15 августа 1952, Монтклэир, Нью-Джерси, США) — американский барабанщик. Старший брат американского актёра Ричарда Бурги.
Начал играть на ударных в возрасте 12 лет. Учился в одной школе с Джо Уолшем.
Первой профессиональной группой, в которой играл Бурги, была Fandango, где пел и играл на гитаре Джо Лин Тёрнер. В 1975 году Бурги покидает Fandango и играет c Элом Ди Меолой. В 1977 году попадает в Brand X. В 1979 году возвращается в Fandango.
После этого он играл в Balance, Hall & Oates, с Майклом Болтоном, в Meat Loaf, в Blue Öyster Cult, с Билли Джоэлом, в Rainbow.
С ноября 2005 года Чак был барабанщиком в группе Билли Джоэла.